# Sylviornis neocaledoniae
Sylviornis neocaledoniae (kanakisch: Du) war ein großer, flugunfähiger Vogel, der den Großfußhühnern (Megapodiidae) nahesteht. Er lebte, ebenso wie eine weitere Art der Großfußhühner, auf Neukaledonien und der nahegelegenen Île des Pins mindestens bis vor etwa 3000 Jahren, als die Menschen sich dort ansiedelten. Seine Überreste wurden in den Ablagerungen menschlicher Siedlungsplätze gefunden.
Sylviornis neocaledoniae wurde zuerst für einen Ratiten gehalten, bis eine vollständigere Sammlung an Knochen nahelegte, dass es sich um ein Großfußhuhn handelte. Dies wurde allerdings ebenfalls angezweifelt, da er sich erheblich von anderen Großfußhühnern unterscheidet. Inzwischen wird Sylviornis als eigene Familie Sylviornithidae geführt.
Er war etwa 1,2 bis 1,6 Meter groß und wog etwa 40 Kilogramm.
Es wird angenommen, dass Sylviornis die über 400 10 bis 50 Meter breiten und 50 bis 80 Zentimeter hohen Erdhügel baute, die in Neukaledonien als „tumuli“ bekannt sind, um darin seine Eier auszubrüten. Das Material wurde in der direkten Umgebung gesammelt und besteht aus kleinen Steinchen und Erde und einer Art Zement.